# Алексий Калайджиев
Алексий Минджов Калайджиев е български революционер, деец на Вътрешната македонска революционна организация в Дедеагачко.

## Биография
Алексей Калайджиев е роден в 1865 година в дедеагачкото село Дервент, тогава в Османската империя, днес Авандас, в Гърция. От 1887 до 1893 година е учител в родното си село. В 1893 година е ръкоположен за свещеник. В 1895 година се присъединява към ВМОРО и в 1901 година е избран за член на Дедеагачкия околийски комитет, като е негов касиер.
В 1912 година е главен училищен инспектор в Лерин.
Прогонен е от Дервент от гръцките власти в 1920 година.
Христо Караманджуков нарича Калайджиев:
| „ | един от първите ратници за българщината в с. Дервент и един от първите членове ни ръководител на комитета в селото. | “ |